# Tachycineta thalassina
La golondrina verdemar (Tachycineta thalassina) es una especie de ave paseriforme de la familia de los hirundínidos (Hirundinidae). Es un ave migratoria nativa de América del Norte que pasa el invierno en América Central y el norte de Sudamérica. Su área de distribución incluye Canadá, Colombia, Costa Rica, El Salvador, Guatemala, Honduras, México, Nicaragua y Estados Unidos. Su hábitat consiste de bosque, matorral, pastizales, áreas rocosas (acantilados, picos de montañas), desierto, marismas y salinas intermareales.

## Subespecies
Se distinguen las siguientes subespecies:
- Tachycineta thalassina brachyptera
- Tachycineta thalassina lepida
- Tachycineta thalassina thalassina (Swainson, 1827)